# Concurs de colles sardanistes
Un concurs de colles sardanistes és el lloc on aquestes es troben per competir entre elles i demostrar així la tècnica i perfecció assolida. En els concursos, les colles sardanistes, ballen la sardana procurant aconseguir la màxima interpretació coreogràfica, estètica i de precisió, entre la interpretació musical i els seus passos de dansa. Es poden diferenciar dos tipus de concursos: els de colles improvisades i els de colles de competició.

## Concurs de colles improvisades
Generalment es desenvolupa en un aplec sardanista, on la gent de forma improvisada s'agrupa per formar una rotllana i ballar un seguit de sardanes que seran puntuades per un jurat. Abans de finalitzar l'aplec es repartiran els premis a les colles guanyadores.

## Concurs de colles de competició
Concurs destinat a colles estables, definides i formades per cinc o sis parelles mixtes uniformades i on un jurat (de 5 membres) puntua i classifica les diferents colles segons uns criteris i normes prèviament establerts. Els aspectes que més valora el jurat per puntuar les colles són: comptar la sardana i repartir-la correctament, seguir-ne el compàs, interpretar correctament la música, mantenir el conjunt de la colla, no perdre el centre de l'anella.
Aquest tipus de concurs, al seu torn, es divideix en concursos bàsics i lliures i estan oberts a totes les categories de colles.
Concurs bàsic: es tracta d'un concurs obligatori per a la colla; quan una colla s'inscriu en un dels campionats de la Unió de Colles Sardanistes, la normativa l'obliga a participar en un nombre concret de concursos, el lloc i la data dels quals venen marcats i el resultat dels quals és puntuable per al campionat.
Les colles amb independència de la seva edat o categoria, poden actuar en diversos campionats:
- Campionat de Catalunya.
- Campionats Territorials: Barcelona ciutat, Barcelona Comarques, Girona, Lleida, i Tarragona.

Concurs lliure: concurs optatiu per a la colla, en el sentit que no puntua per al campionat i que la mateixa colla pot escollir a quin inscriure's. Tot i això, una colla que participa en un campionat ha de fer també un nombre mínim de concursos lliures.
Classificació de les diferents categories de colles sardanistes:
- alevins: format per dansaires de fins a 11 anys
- infantils: format per dansaires de fins a 14 anys
- juvenils: format per dansaires de fins a 18 anys
- grans: format per balladors d'entre 19 i 39 anys
- veterans: format per balladors majors de 40 anys

### Estructura dels concursos de colles sardanistes de competició
Esquemàticament, els concursos de colles sardanistes consten de les següents fases:
1. Galop d'entrada: acte d'obertura del concurs i presentació de les colles. Les colles formades per parelles, entren al recinte en fila al compàs musical del galop, saluden a la presidència i al públic i es van col·locant als llocs prèviament assignats.
2. Sardanes de lluïment: sardanes de competició per a les colles, durant la qual el jurat les puntua. Solen ser sardanes llargues (de 10 o 7 tirades). S'acostuma a ballar-ne dues (1a sardana de lluïment i 2a sardana de lluïment), entremig de les quals es balla la sardana revessa.
3. Sardana revessa: a diferència de les sardanes de lluïment, la sardana revessa no té definides les tirades de la sardana; és a dir, seria com una sardana lligada en què no hi ha un compàs de separació, de silenci, que marqui la fi d'una tirada i el començament de l'altra. Les colles han d'escoltar-la per tal d'encertar-ne el tiratge i així, repartir-la correctament i acabar amb el flabiol del primer contrapunt (la revessa només es toca fins al primer contrapunt). Als concursos hi ha un premi especial en metàl·lic a repartir entre les colles que endevinen i reparteixen bé la revessa.
4. Sardana de punts lliures: en alguns concursos també es balla una sardana de punts lliures on els balladors substitueixen el punteig tradicional per una manera més filigranada de marcar els punts, sense deixar de seguir el compàs ni de mantenir la rotllana.
5. Sardana de germanor: és la sardana que clou el concurs. Les colles s'agafen una al costat de l'altra formant una gran anella o més d'una de concèntriques, al voltant del recinte del concurs. Se solen ballar quatre tirades d'una sardana i al toc final tothom crida "Visca!".
6. Repartiment de premis: per categories, es donen les classificacions finals del concurs amb els punts que ha rebut cada colla. De les puntuacions que obté la colla dels diferents membres del jurat, se n'eliminen la millor i la pitjor de cada sardana respectivament i després se sumen els punts obtinguts. Poden donar-se empats i sempre guanya la colla amb menys punts.

## Inicis dels concursos de sardanes
| Any  | Descripció |
| ---- | --- |
| 1902 | Primer concurs de que es té constància. Se celebrà durant les festes de la Mare de Déu de la Mercè a Barcelona. El concurs de sardanes donaren els següents resultats: el primer premi fou per la colla de Crespià i empatades després les colles de Sant Pere Pescador, Ripoll i Olot. (Eren colles conegudes pel nom del seu poble o ciutat) |
| 1908 | A la plaça de les Armes del Parc de la Ciutadella (Barcelona) se celebrà un concurs de colles sardanistes organitzades amb la col·laboració del Foment de la Sardana de l'Associació Popular Catalanista, amb motiu del cinquantenari dels Jocs florals.                                                                                       |
| 1914 | Es formen colles conegudes pel seu nom propi com els Dansaires Barcelonins i Petits Barecelonints |
| 1935 | Se celebra a Barcelona el I CAMPIONAT NACIONAL DE SARDANES, organitzat per la Lliga Sardanista de Catalunya. |
| 1958 | Es funda la Unió de colles sardanistes de Catalunya (UCS). Entitat que aixopluga en règim federatiu a colles d'arreu de Catalunya. |

Actualment estan inscrites a la Unió de Colles d'unes 275 colles entre les actives i les inactives. Segons memòria de l'UCS, el 2009 es van celebrar un total de 45 concursos repartits per tota la geografia de Catalunya.